# Maria Dermoût
Maria Dermoût, pseudonimo di Helena Anthonia Maria Elisabeth Ingerman (Pekalongan, 15 giugno 1888 – L'Aia, 27 giugno 1962), è stata una scrittrice olandese.

## Biografia
Figlia di Frederik Ingerman e Anna Sophia Halverhout, entrambi impiegati della Compagnia olandese delle Indie occidentali, Maria Dermoût nacque a Pekalongan nel 1888, ma crebbe e frequentò le scuole nei Paesi Bassi. Successivamente, si trasferì a Giava e sposò Isaac Johannes Dermoût, con cui viaggiò per tutta l'Indonesia e visse nelle Molucche. Dopo il pensionamento del marito nel 1933, la coppia tornò nei Paesi Bassi.
Pur scrivendo assiduamente sin dall'infanzia, Maria Dermoût cominciò a pubblicare le sue opere soltanto dopo i sessant'anni. Le sue prime opere furono infatti stampate negli anni Cinquanta, a partire da Nog pas gisteren (1951). Nel 1955 pubblicò il suo romanzo più noto, De tienduizend dingen, poi tradotto in numerose lingue, tra le quali l'italiano nel 1959 (Le diecimila cose). Nel 1958 vinse il Premio Tollens. Numerosi dei suoi racconti furono pubblicati sulle pagine dell'edizione olandese di Vogue, per poi essere raccolti in cinque volumi durante gli anni Sessanta. Tradotta in tredici lingue, la sua opera è nota per le suggestive evocazioni dell'atmosfera, la vena filosofica taoista e per le tematiche legate al colonialismo.

## Opere (parziale)
- Nog pas gisteren (1951)
- De tienduizend dingen (1955)

 Le diecimila cose, traduzione di Quirino Maffi, Bompiani, 1959.
- De juwelen kaarkam (1956)
- De kist en andere verhalen (1958)